# 春風亭勢朝
春風亭 勢朝（しゅんぷうてい せいちょう、1962年8月8日 - ）は、群馬県伊勢崎市出身の落語家。落語協会所属。本名∶高橋 俊人。出囃子は『野球拳』または『菊寿の草摺』。

## 経歴
1979年8月、五代目春風亭柳朝に入門。「勢朝」を名乗る。「俺になにかあったら小朝門下に預ける」という条件付きでの入門となった。
1984年5月に柳家さん好と共に二ツ目昇進。1991年2月に師匠柳朝が死去したため弟弟子春風亭茶々丸と共に、当初の約束通り兄弟子春風亭小朝一門に移籍した。
1996年3月に、いなせ家半七（茶々丸改め）、三遊亭窓里、林家とんでん平、柳家さん福、二代目橘家蔵之助、柳家福治、三遊亭らん丈、橘家仲蔵と共に真打昇進。2001年、第六回林家彦六賞受賞。

## 人物
落語家のゴシップをネタにした「楽屋噺」を得意とすることから、「おしゃべりの勢朝」、「楽屋真打」、また打ち上げの方が面白いとして「打ち上げ上手」などと称されている。

## 芸歴
- 1979年8月五代目春風亭柳朝に入門、前座名「勢朝」。
- 1984年3月 - 二ツ目昇進。
- 1991年 - 五代目柳朝死去に伴い兄弟子春風亭小朝門下へ移籍。
- 1996年 - 真打昇進。

## 名前について
勢朝の名は、古くは三遊亭勢朝（後の三遊一朝、三遊亭圓鶴兄弟）の他、上方には桂勢朝がいる。後記の桂勢朝とは同期である。